# Hundertwasserhaus
La Casa Hundertwasser (en alemán: Hundertwasserhaus) sita en Kegelgasse 34-38 en el Landstraße (distrito n.º 3 de Viena), es un complejo residencial municipal, construido entre 1983 y 1985.
El alcalde de Viena Leopold Gratz ofreció el proyecto a Friedensreich Hundertwasser para construir estas viviendas sociales en 1977.
Estructurado por Hundertwasser y planificado por el arquitecto Joseph Krawina, combina pisos y fachadas ondulantes, aberturas irregulares, gran colorido y vegetación (250 árboles y arbustos). No se adapta a las normas y clichés convencionales de la arquitectura. Es un viaje por la tierra de la arquitectura creativa. Otros ejemplos de arquitectura no convencional son visibles en las obras de Antonio Gaudí, el Palais Idéal de Ferdinand Cheval, las Torres Watts y la anónima arquitectura de las Schrebergärten (huertas comunitarias alemanas), entre otras.
En el edificio se encuentran 52 viviendas, 4 locales de negocio, 16 terrazas privadas, un jardín de invierno, 3 azoteas comunitarias y 2 áreas de juegos infantiles.
La Hundertawasserhaus es hoy una visita obligada en Viena. Se pueden encontrar edificios análogos, labor de Hundertwasser junto con los arquitectos Peter Pelikan y Heinz M. Springmann en Bad Soden, Darmstadt (la Waldspirale), Fráncfort del Meno, Magdeburgo, Osaka, Plochingen, Wittenberg y las termas de Bad Blumau.

“Un pintor sueña con casas y una buena arquitectura, en la cual el hombre sea libre y se haga realidad este sueño”
Friedensreich Hundertwasser

Por desgracia, poco después de la inauguración, la conversión a la utilidad práctica ha sido incompleta. Las tejas de la azotea comenzaron a reblandecerse, el uso de plantas ha generado gastos adicionales debido a sus raíces (especialmente después de que el maestro variara la posición durante la construcción), o los cristales de la fachada deben limpiarse mediante andamios y elevadores.
La arquitectura juguetona de Hundertwasser debe verse como una Fata Morgana (espejismo).

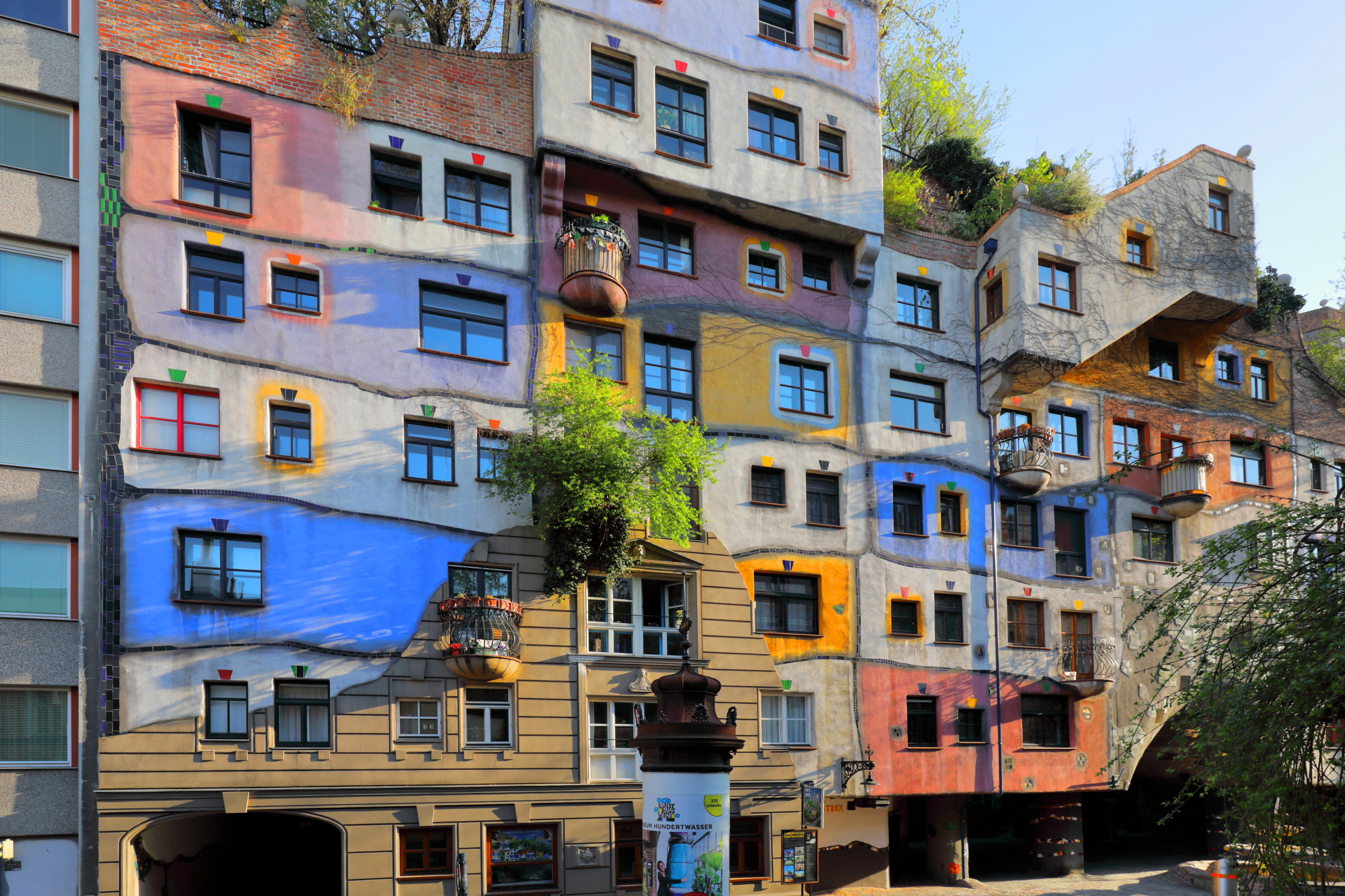
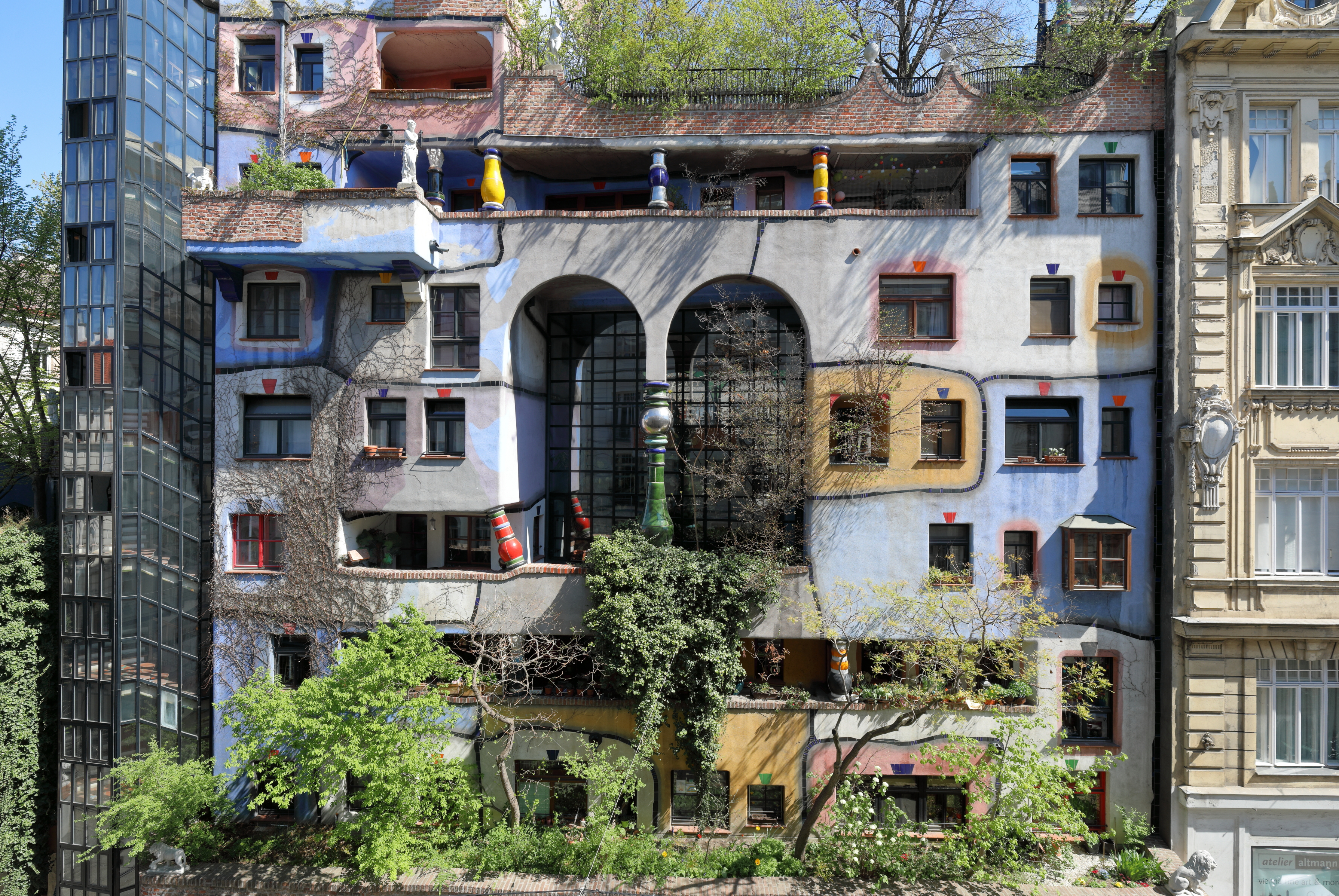
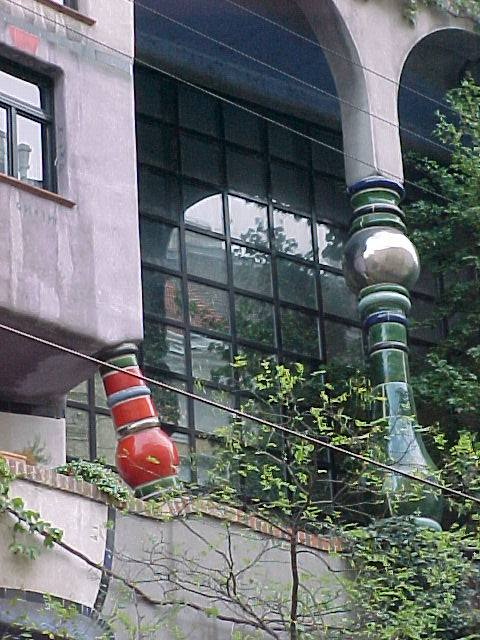
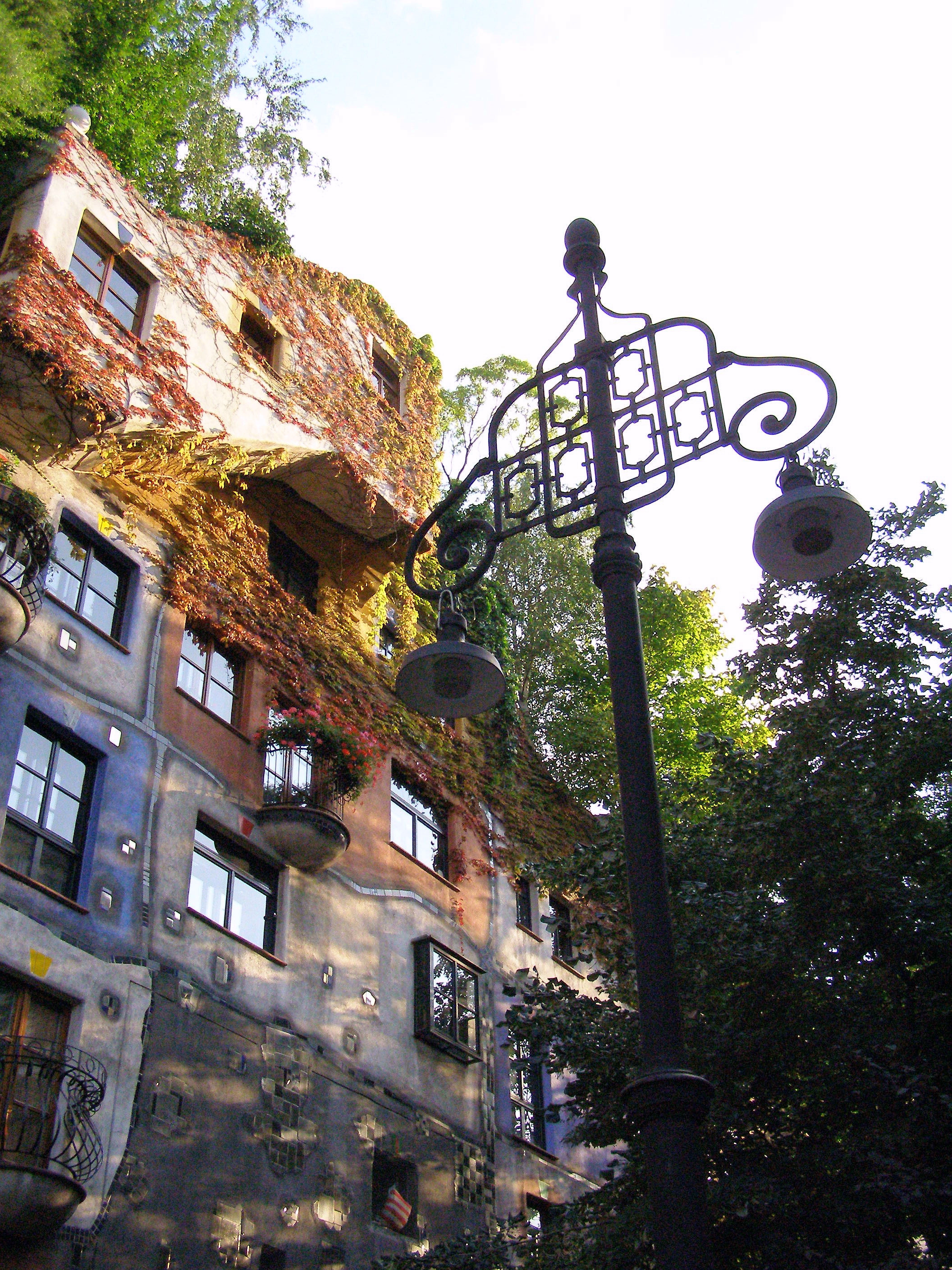
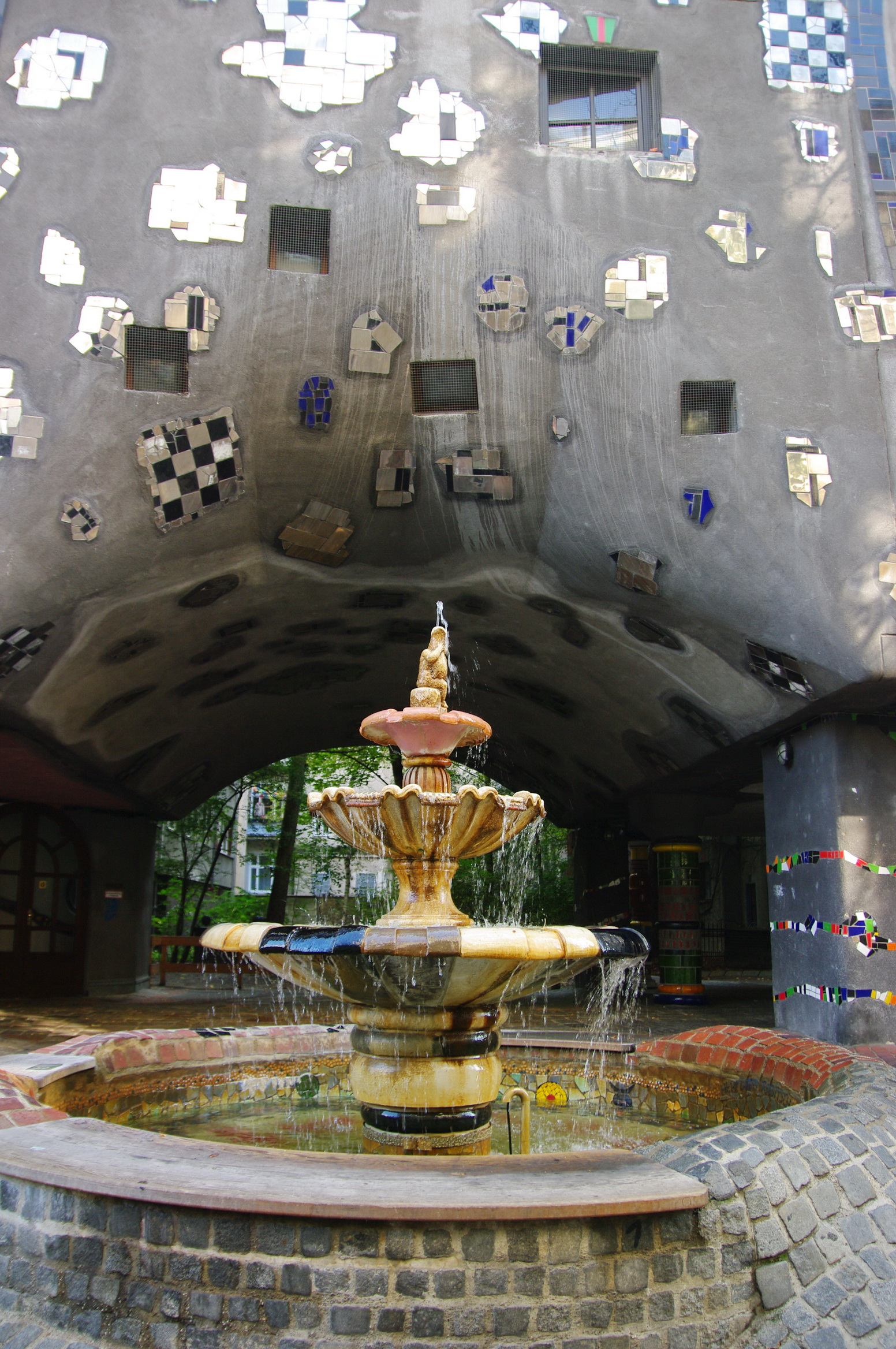
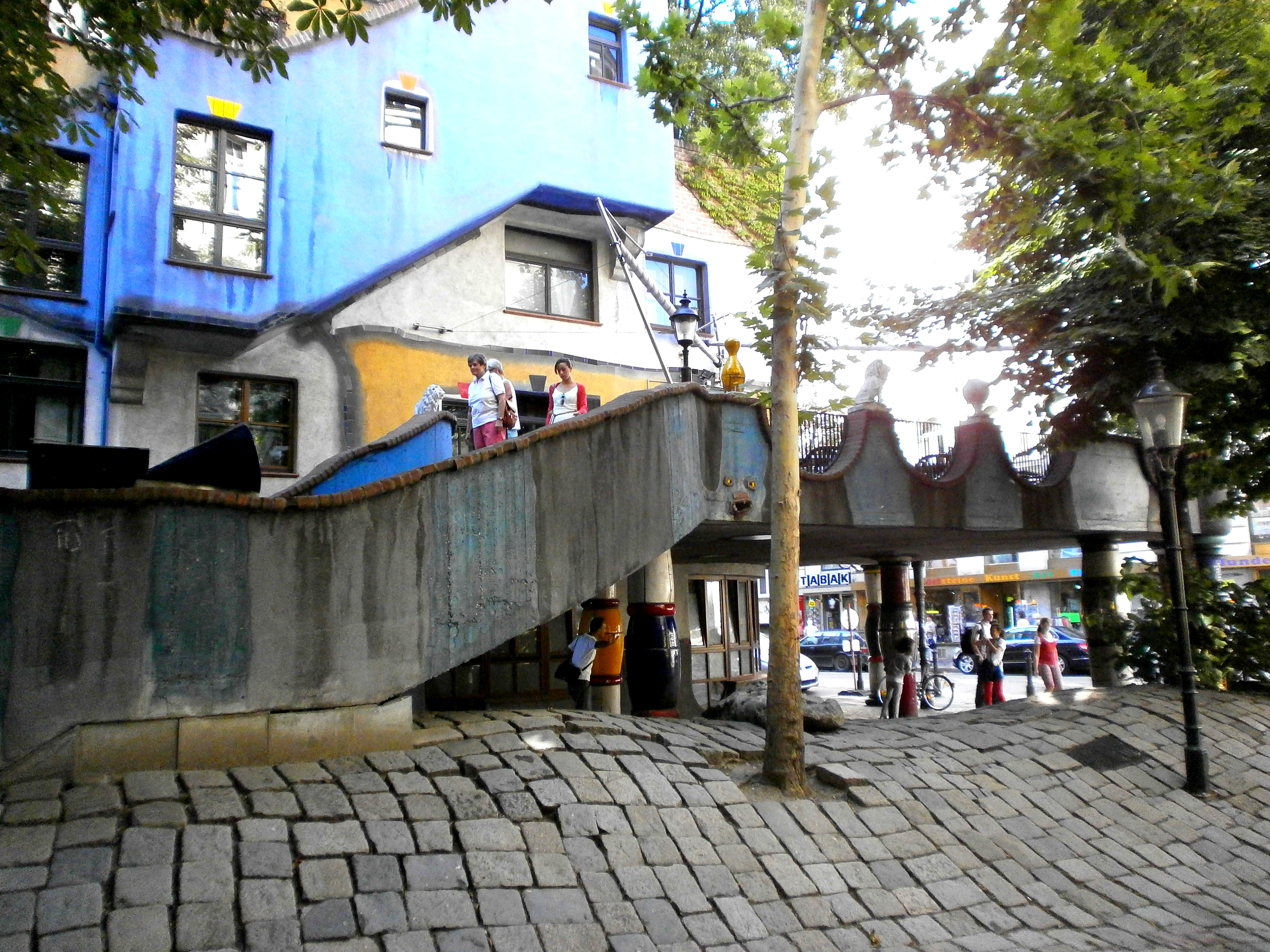